# Burgruine Kraftstein
Die Burgruine Kraftstein ist die Ruine einer Höhenburg auf 835 m ü. NN bei dem Weiler Kraftstein der Stadt Mühlheim an der Donau im Landkreis Tuttlingen in Baden-Württemberg.

## Geschichte
Die Burg wurde im 12. Jahrhundert erbaut und im 14. Jahrhundert erwähnt. Als Besitzer der Burg werden die Herren von Reichenau und die Herren von Wartenberg genannt.
Von der Burganlage sind noch Reste des Wohnturms erhalten. Der Bergfried hatte eine Grundfläche von 10 mal 15 Meter und eine Mauerstärke von 1,8 bis 2,4 Meter.

## Weblinks

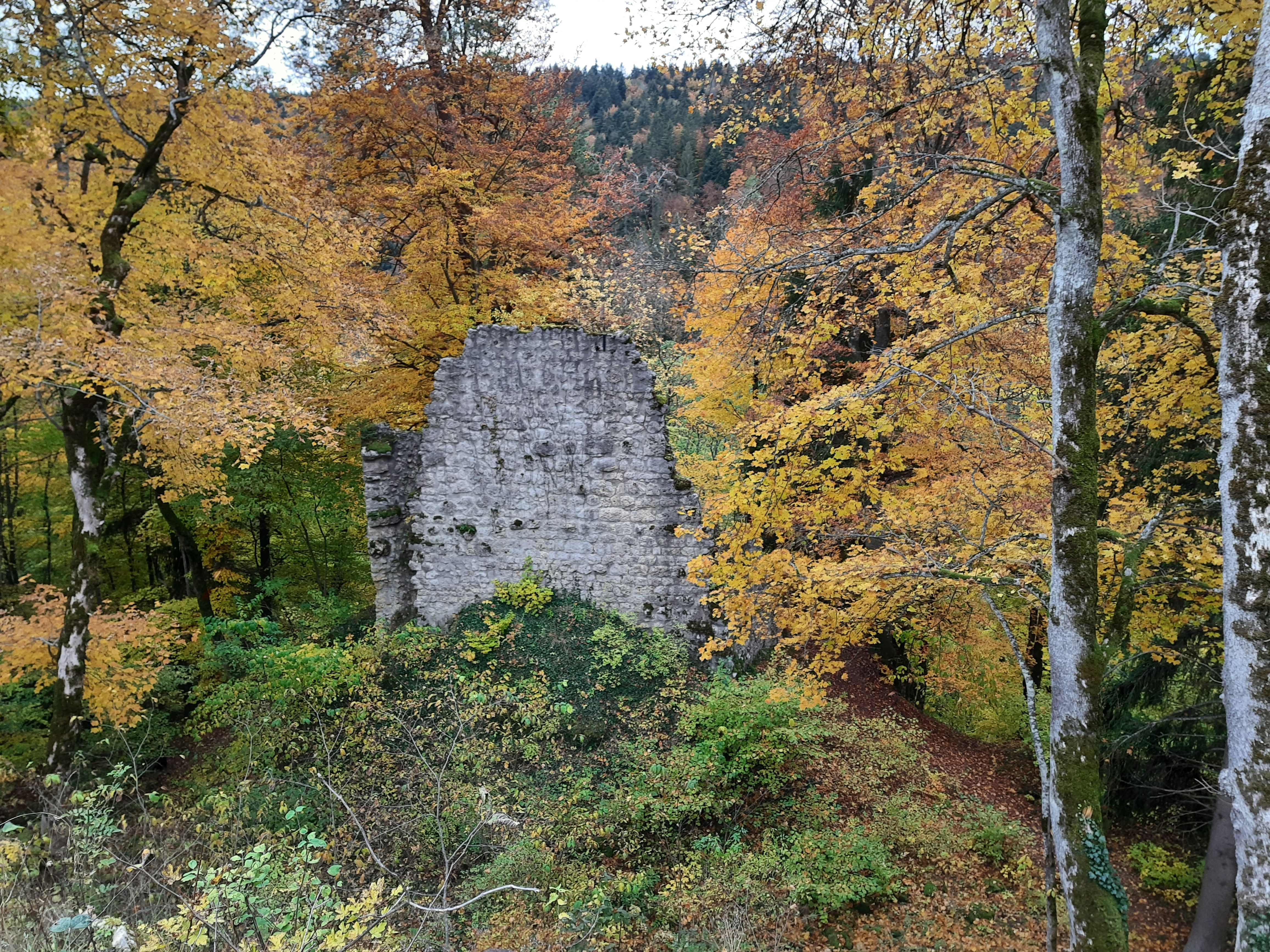
Ruine Kraftstein im Herbstwald